# Redingouinon
Redingouinon (altgriechisch Ῥεδιγγούινον; lateinisch Redinguinum) ist ein Ortsname, der in der Geographia des Claudius Ptolemaios als einer der im Osten der südlichen Germania magna und in der Nähe der Donau liegenden Orte (πόλεις) mit 38° 30′ Länge und 50°, 30' Breite angegeben wird. Redingouinon liegt damit nach Ptolemaios zwischen Maroboudon und Nomisterion. Wegen des Alters der Quelle kann eine Existenz des Ortes um 150 nach Christus angenommen werden.

## Lokalisation
Bislang konnte der Ort nicht sicher lokalisiert werden. Ein interdisziplinäres Forscherteam um Andreas Kleineberg, das die Angaben von Ptolemäus neu untersuchte, spricht sich gegen eine Lokalisierung in Böhmen (in Marbods Markomannenreich) aus und verortet Redingouinon nach den transformierten antiken Koordinaten bei der heutigen Stadt Louny (deutsch: Laun) am Ufer der Eger in der nordböhmischen Region Ústecký in Tschechien.
Archäologische Grabungen im östlichen Gebiet der Stadt erwiesen dort eine keltische Ansiedlung. Ausgrabungen sowie Fundstücke belegen auch, dass sich später Markomannen in dem Gebiet der heutigen Stadt ansiedelten. Die ersten Nachweise einer slawischen Besiedlung stammen hingegen aus dem 6. Jahrhundert. Die Siedlung befand sich am Handelsweg von Prag nach Dresden und Nürnberg nach Dresden an einer Furt durch die Eger, die bis auf die Hochwasserzeiten benutzbar war.